# شهرستان جفرسون (اکلاهما)
شهرستان جفرسون، اکلاهما (به انگلیسی: Jefferson County, Oklahoma) شهرستانی در ایالات متحده آمریکا است که در اکلاهما واقع شده‌است.

## خصوصیات
شهرستان جفرسون ۲٬۰۰۴ کیلومترمربع مساحت دارد.